# 千曲市立図書館
千曲市立図書館（ちくましりつとしょかん）は、長野県千曲市の市立図書館。千曲市立図書館条例に基づいて運営される。

## 更埴図書館

### 概要
- 所在地 - 長野県千曲市杭瀬下一丁目64番地
- 建物
  - 構造 - 鉄筋コンクリート造 2階建
  - 延床面積 - 973m2
- 移動図書館車 更埴地区の6コース30ステーションを巡回[3]

### 沿革
- 昭和55年（1980年） - 更埴市立図書館が開館[4]。
- 平成2年（1990年） - 更埴市総合文化会館の開館に伴い敷地内に移設[4]。
- 平成23年（2011年） - 更埴西中学校に更埴西図書館（愛称: 田毎ふれあい図書館）を開設[5]。

## 戸倉図書館

### 概要
- 所在地 - 長野県千曲市戸倉2305番地1 千曲市戸倉創造館内
- 建物
  - 構造 - 鉄筋コンクリート造 3階建
  - 延床面積 - 517m2
- 移動図書館車 戸倉・上山田地区の5コース26ステーションを巡回[3]

### 沿革
- 平成5年（1993年） - 戸倉町科野の里ふるさと創造館内に開館[6]。

## 分室
- 上山田公民館図書室 - 長野県千曲市上山田温泉3丁目1番1号
- 屋代駅市民ギャラリー図書コーナー - 長野県千曲市小島3639番地